# جام ملت‌های اروپا ۲۰۰۰
جام ملت‌های اروپا۲۰۰۰ یازدهمین دوره مسابقات جام ملت‌های اروپا است و در حالی در دو کشور بلژیک و هلند برگزار شد که این برای اولین بار بود که دو کشور مشترکاً میزبانی این رقابت‌ها را به عهده می‌گرفتند، این دو کشور ۳۱ مسابقه را از ۱۰ ژوئن تا ۲ ژوئیه سال ۲۰۰۰ میلادی در هشت شهر مختلف برگزار کردند؛ چهار شهر در هلند و چهار شهر در بلژیک که در سال ۱۹۷۲ به تنهایی طعم میزبانی این رقابت‌ها را چشیده بود.
خوشتیپ!

## ورزشگاه‌های این دوره
| روتردام                      | آمستردام                            | بروکسل                              | بروژ                                     |
| ---------------------------- | ----------------------------------- | ----------------------------------- | ---------------------------------------- |
| ورزشگاه دکویپ ظرفیت: ۴۸٬۵۰۰  | ورزشگاه آمستردام آرنا ظرفیت: ۵۱٬۵۰۰ | ورزشگاه کینگ بودوئن ظرفیت: ۴۸٬۵۰۰   | ورزشگاه یان برایدل ظرفیت: ۲۸٬۵۰۰         |
|                              |                                     |                                     |                                          |
| آیندهون                      | آرنهم                               | لیژ                                 | شارلروآ                                  |
| ورزشگاه فیلیپس ظرفیت: ۳۲٬۰۰۰ | ورزشگاه خلره‌دوم ظرفیت: ۲۸٬۵۰۰       | ورزشگاه موریس دوفراسن ظرفیت: ۲۹٬۰۰۰ | ورزشگاه استاد پی ده شارلوا ظرفیت: ۲۸٬۰۰۰ |
|                              |                                     |                                     |                                          |

ورزشگاه‌هایی که هلند برای برگزاری مسابقه‌ها آماده کرده بود از این قرار بودند: فاینورد (د کوییپ) در روتردام، آمستردامآرنا، فیلیپس در آیندهوون و ورزشگاه خلره‌دوم در آرنهم.
و چهار ورزشگاه بلژیک هم این‌ها بودند: یان بریدل در بروژ، ورزشگاه موریس دوفراسن در لیژ، دو پیز دو شارلووا در شارلووا و کینگ بادوان در بروکسل. این ورزشگاه آخری همان هیسل بود که بازسازی شده بود و دیدارهای افتتاحیه و فینال در همین ورزشگاه برگزار شد.

## تیم های راه یافته
۱۶ تیمی که به دور نهایی این بازی‌ها راه پیدا کرده بودند:
| - بلژیک (میزبان) - چک - دانمارک - انگلستان - فرانسه - آلمان - ایتالیا - هلند (میزبان) | - نروژ (اولین حضور) - پرتغال - رومانی - اسلوونی (اولین حضور) - اسپانیا - سوئد - ترکیه - یوگسلاوی |

### گروه اِی
مرحله گروهی با چند شگفتی همراه بود؛ یکی از آن‌ها عملکرد عالی پرتغال بود که هر سه بازی خود را در گروه A برد، از جمله برد سه بر دو مقابل انگلیس در حالی که دو بر صفر عقب افتاده بود و برد سه بر صفر مقابل آلمان که در آن سرجیو کونسیسائو هر سه گل را زد.
انگلیسی‌ها که آلمان را یک بر صفر برده بودند انتظار داشتند تیمشان بهتر شده باشد اما این بار سه بر دو به رومانی باختند، آن هم با یک پنالتی دیرهنگام. انگلیس هرچند به حذف در مرحله گروهی عادت دارد و این سومین بار در چهار تورنمنت گذشته بود که این اتفاق برایش می‌افتاد، اما این برای آلمانی‌ها غیرمنتظره بود. آلمان که سایه‌ای از تیم قدرتمند سابق بود تنها امتیاز خود را از تساوی یک بر یک با رومانی گرفت که به عنوان تیم دوم به مرحله بعد صعود کرد.

### گروه بی
بلژیک دیدار اول گروه B را مقابل سوئد برد، اما به ترکیه و ایتالیا باخت و حذف شد و این مایه ناراحتی شدید هواداران میزبان شد. ایتالیا هم هر سه بازی خود را برد.

### گروه سی
در گروه C نبردی به‌یادماندنی بین یوگسلاوی و اسپانیا درگرفت. اسپانیا باید می‌برد تا صعود کند اما هنگامی که اسلوبودان کوملیه‌نوویچ در دقیقه ۷۵ گل زد یوگسلاوی سه بر دو پیش افتاد. اسپانیایی‌ها البته دو گل در وقت‌های تلف‌شده زدند و چهار بر سه پیروز شدند. البته یوگسلاوی که با اسلوونی سه بر سه مساوی کرده و نروژ را یک بر صفر برده بود هم پس از تساوی نروژ و اسلوونی صعود کرد.

### گروه دی
هلند، دیگر میزبان بهتر کار کرد و طبق انتظار از گروه D به همراه فرانسه صعود کرد. هلند با بردن فرانسه در آخرین دیدار گروهی با نتیجه سه بر دو تیم اول شد. دانمارک قهرمان یورو ۹۲ حتی یک بازی را هم نبرد و جمهوری چک فینالیست یورو ۹۶ فقط دانمارک را برد.

## فینال این دوره
ایتالیا در آستانه دومین قهرمانی خود بود که فرانسه شرایط را تغییر داد. آن‌ها به عنوان اولین تیمی شناخته شدند که پس از قهرمانی در جام جهانی بلافاصله قهرمان یورو هم می‌شوند.
روژه لومر و دینو زوف در ترکیب تیم‌هایشان دست برده بودند و یوری جورکائف و کریستف دوگاری در ترکیب اصلی فرانسه به میدان رفتند و مارکو دل‌وکیو در ایتالیا جانشین فیلیپو اینتزاگی شده بود.
بازی دو تیم به وقت اضافی کشیده شد و فرانسه مصمم بود که شکست را به پیروزی تبدیل کند. در دقیقه ۱۰۳ بود که دیوید ترزگه روی سانتر روبر پیرس با ضربه‌ای مهار نشدنی سقف دروازه ایتالیا را به لرزه درآورد و فرانسه با این گل طلایی قهرمان شد و دیدیه دشان جام را به فرانسه برد.
.

## داوران این دوره
| داوران             | کمک داوران          | داوران چهارم   |
| ------------------ | ------------------- | -------------- |
| Günter Benkö       | Yury Dupanov        | Michel Piraux  |
| Kim Milton Nielsen | Roland Van Nylen    | کایروس واساراس |
| جمال الغندور       | Ivan Lekov          | Terje Hauge    |
| گراهام پل          | Jens Larsen         | لوبوس میشل     |
| Gilles Veissière   | Philip Sharp        |                |
| مارکوس مرک         | Jacques Poudevigne  |                |
| پیرلوئیجی کولینا   | Kurt Ertl           |                |
| Dick Jol           | Sergio Zuccolini    |                |
| Vítor Melo Pereira | Dramane Dante       |                |
| Hugh Dallas        | Emanuel Zammit      |                |
| José García Aranda | Jaap Pool           |                |
| آندرس فریسک        | Eddie Foley         |                |
| Urs Meier          | Nicolae Grigorescu  |                |
|                    | Igor Sramka         |                |
|                    | Carlos Martín Nieto |                |
|                    | Leif Lindberg       |                |
|                    | Turgay Güdü         |                |

## گروه بندی رقابت‌ها
| سیدبندی رقابت‌ها                                                                                  | سید ۱                       | سید ۲                                  | سید ۳                                  |
| ------------------------------------------------------------------------------------------------ | --------------------------- | -------------------------------------- | -------------------------------------- |
| - آلمان (مدافع عنوان قهرمانی) - بلژیک (میزبان) - اسپانیا (best UEFA coefficient) - هلند (میزبان) | - چک - نروژ - رومانی - سوئد | - فرانسه - ایتالیا - پرتغال - یوگسلاوی | - دانمارک - انگلستان - اسلوونی - ترکیه |

## مرحله گروهی

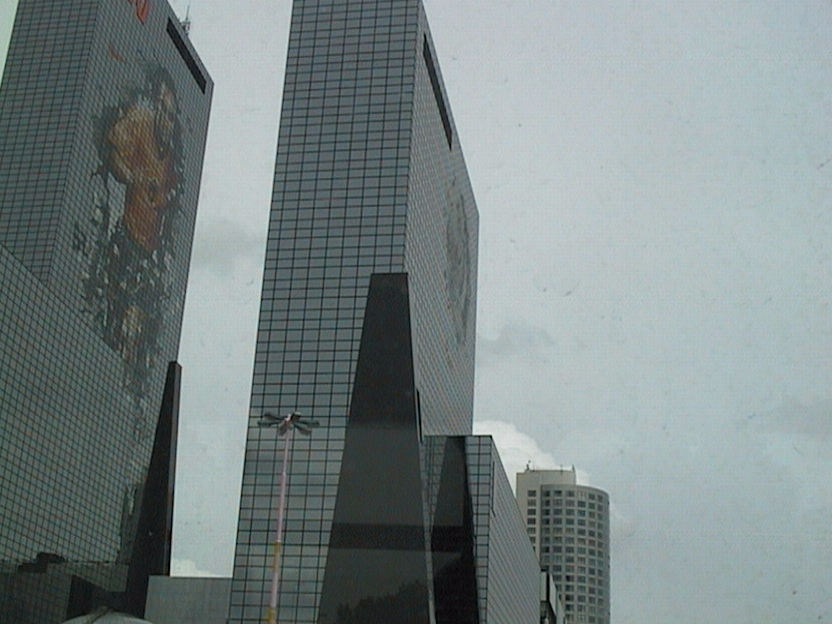
ساختمان اصلی شهر آمستردام هلند و تصویر ادگار داویدس هک شده روی آن.

All times local (CEST/یوتی‌سی ۲:۰۰+

#### گروه A
| تیم      | بازی | برد | مساوی | باخت | زده | خورده | تفاضل | امتیاز |
| -------- | ---- | --- | ----- | ---- | --- | ----- | ----- | ------ |
| پرتغال   | ۳    | ۳   | ۰     | ۰    | ۷   | ۲     | +۵    | ۹      |
| رومانی   | ۳    | ۱   | ۱     | ۱    | ۴   | ۴     | ۰     | ۴      |
| انگلستان | ۳    | ۱   | ۰     | ۲    | ۵   | ۶     | −۱    | ۳      |
| آلمان    | ۳    | ۰   | ۱     | ۲    | ۱   | ۵     | −۴    | ۱      |

| ۱۲ ژوئن ۲۰۰۰ |       |          |
| آلمان        | ۱ – ۱ | رومانی   |
| پرتغال       | ۳ – ۲ | انگلستان |
| ۱۷ ژوئن ۲۰۰۰ |       |          |
| رومانی       | ۰ – ۱ | پرتغال   |
| انگلستان     | ۱ – ۰ | آلمان    |
| ۲۰ ژوئن ۲۰۰۰ |       |          |
| انگلستان     | ۲ – ۳ | رومانی   |
| پرتغال       | ۳ – ۰ | آلمان    |

#### گروه B
| تیم     | بازی | برد | مساوی | باخت | زده | خورده | تفاضل | امتیاز |
| ------- | ---- | --- | ----- | ---- | --- | ----- | ----- | ------ |
| ایتالیا | ۳    | ۳   | ۰     | ۰    | ۶   | ۲     | +۴    | ۹      |
| ترکیه   | ۳    | ۱   | ۱     | ۱    | ۳   | ۲     | +۱    | ۴      |
| بلژیک   | ۳    | ۱   | ۰     | ۲    | ۲   | ۵     | −۳    | ۳      |
| سوئد    | ۳    | ۰   | ۱     | ۲    | ۲   | ۴     | −۲    | ۱      |

| ۱۰ ژوئن ۲۰۰۰ |       |         |
| بلژیک        | ۲ – ۱ | سوئد    |
| ۱۱ ژوئن ۲۰۰۰ |       |         |
| ترکیه        | ۱ – ۲ | ایتالیا |
| ۱۴ ژوئن ۲۰۰۰ |       |         |
| ایتالیا      | ۲ – ۰ | بلژیک   |
| ۱۵ ژوئن ۲۰۰۰ |       |         |
| سوئد         | ۰ – ۰ | ترکیه   |
| ۱۹ ژوئن ۲۰۰۰ |       |         |
| ترکیه        | ۲ – ۰ | بلژیک   |
| ایتالیا      | ۲ – ۱ | سوئد    |

#### گروه C
| تیم      | بازی | برد | مساوی | باخت | زده | خورده | تفاضل | امتیاز |
| -------- | ---- | --- | ----- | ---- | --- | ----- | ----- | ------ |
| اسپانیا  | ۳    | ۲   | ۰     | ۱    | ۶   | ۵     | +۱    | ۶      |
| یوگسلاوی | ۳    | ۱   | ۱     | ۱    | ۷   | ۷     | ۰     | ۴      |
| نروژ     | ۳    | ۱   | ۱     | ۱    | ۱   | ۱     | ۰     | ۴      |
| اسلوونی  | ۳    | ۰   | ۲     | ۱    | ۴   | ۵     | −۱    | ۲      |

| ۱۳ ژوئن ۲۰۰۰ |       |          |
| اسپانیا      | ۰ – ۱ | نروژ     |
| یوگسلاوی     | ۳ – ۳ | اسلوونی  |
| ۱۸ ژوئن ۲۰۰۰ |       |          |
| اسلوونی      | ۱ – ۲ | اسپانیا  |
| نروژ         | ۰ – ۱ | یوگسلاوی |
| ۲۱ ژوئن ۲۰۰۰ |       |          |
| یوگسلاوی     | ۳ – ۴ | اسپانیا  |
| اسلوونی      | ۰ – ۰ | نروژ     |

#### گروه D
| تیم     | بازی | برد | مساوی | باخت | زده | خورده | تفاضل | امتیاز |
| ------- | ---- | --- | ----- | ---- | --- | ----- | ----- | ------ |
| هلند    | ۳    | ۳   | ۰     | ۰    | ۷   | ۲     | +۵    | ۹      |
| فرانسه  | ۳    | ۲   | ۰     | ۱    | ۷   | ۴     | +۳    | ۶      |
| چک      | ۳    | ۱   | ۰     | ۲    | ۳   | ۳     | ۰     | ۳      |
| دانمارک | ۳    | ۰   | ۰     | ۳    | ۰   | ۸     | −۸    | ۰      |

| ۱۱ ژوئن ۲۰۰۰ |       |         |
| فرانسه       | ۳ – ۰ | دانمارک |
| هلند         | ۱ – ۰ | چک      |
| ۱۶ ژوئن ۲۰۰۰ |       |         |
| چک           | ۱ – ۲ | فرانسه  |
| دانمارک      | ۰ – ۳ | هلند    |
| ۲۱ ژوئن ۲۰۰۰ |       |         |
| دانمارک      | ۰ – ۲ | چک      |
| فرانسه       | ۲ – ۳ | هلند    |

## مرحله حذفی
|  | یک‌چهارم پایانی                  | یک‌چهارم پایانی                  |                               |       | نیمه‌پایانی | نیمه‌پایانی |  |  | پایانی | پایانی |
|  |                                 |                                 |                               |       |            |            |  |  |        |        |
|  | 24 June – ورزشگاه آمستردام آرنا |                                 |                               |       |            |            |  |  |        |        |
|  |                                 |                                 |                               |       |            |            |  |  |        |        |
|  | ترکیه                           | ۰                               |                               |       |            |            |  |  |        |        |
|  | ترکیه                           | ۰                               | 28 June – ورزشگاه کینگ بودوئن |       |            |            |  |  |        |        |
|  | پرتغال                          | ۲                               |                               |       |            |            |  |  |        |        |
|  | پرتغال                          | ۲                               | پرتغال                        | ۱     |            |            |  |  |        |        |
|  | 25 June – ورزشگاه یان برایدل    |                                 | پرتغال                        | ۱     |            |            |  |  |        |        |
|  |                                 | فرانسه (a.e.t.)                 | ۲                             |       |            |            |  |  |        |        |
|  | اسپانیا                         | فرانسه (a.e.t.)                 | ۲                             | ۱     |            |            |  |  |        |        |
|  | اسپانیا                         |                                 | 2 July – Rotterdam            | ۱     |            |            |  |  |        |        |
|  | فرانسه                          | ۲                               |                               |       |            |            |  |  |        |        |
|  | فرانسه                          | ۲                               | فرانسه (a.e.t.)               | ۲     |            |            |  |  |        |        |
|  | 25 June – Rotterdam             |                                 | فرانسه (a.e.t.)               | ۲     |            |            |  |  |        |        |
|  |                                 | ایتالیا                         | ۱                             |       |            |            |  |  |        |        |
|  | هلند                            | ایتالیا                         | ۱                             | ۶     |            |            |  |  |        |        |
|  | هلند                            | 29 June – ورزشگاه آمستردام آرنا |                               | ۶     |            |            |  |  |        |        |
|  | یوگسلاوی                        | ۱                               |                               |       |            |            |  |  |        |        |
|  | یوگسلاوی                        | ۱                               | هلند                          | ۰ (۱) |            |            |  |  |        |        |
|  | 24 June – ورزشگاه کینگ بودوئن   |                                 | هلند                          | ۰ (۱) |            |            |  |  |        |        |
|  |                                 | ایتالیا (pen.)                  | ۰ (۳)                         |       |            |            |  |  |        |        |
|  | ایتالیا                         | ایتالیا (pen.)                  | ۰ (۳)                         | ۲     |            |            |  |  |        |        |
|  | ایتالیا                         |                                 |                               | ۲     |            |            |  |  |        |        |
|  | رومانی                          | ۰                               |                               |       |            |            |  |  |        |        |
|  | رومانی                          | ۰                               |                               |       |            |            |  |  |        |        |

#### یک چهارم نهایی
| ترکیه | ۰ – ۲  | پرتغال        |
| ----- | ------ | ------------- |
|       | Report | گومز ۴۴'، ۵۶' |

| ایتالیا                | ۲ – ۰  | رومانی |
| ---------------------- | ------ | ------ |
| توتی ۳۳' · اینزاگی ۴۳' | Report |        |

| هلند                                                                 | ۶ – ۱  | یوگسلاوی       |
| -------------------------------------------------------------------- | ------ | -------------- |
| کلایورت ۲۴'، ۳۸'، ۵۴' · Govedarica ۵۱' (گل‌به‌خودی) · اورمارس ۷۸'، ۹۰' | Report | میلوشویچ ۹۰+۱' |

| اسپانیا             | ۱ – ۲  | فرانسه                  |
| ------------------- | ------ | ----------------------- |
| مندیتا ۳۸' (پنالتی) | Report | زیدان ۳۲' · ژورکائف ۴۴' |

#### نیمه نهایی
| پرتغال   | ۱ – ۲ (و.ا.) | فرانسه                         |
| -------- | ------------ | ------------------------------ |
| گومز ۱۹' | Report       | آنری ۵۱' · زیدان '۱۱۷ (پنالتی) |

| ایتالیا                           | ۰ – ۰ (و.ا.) | هلند                              |
| --------------------------------- | ------------ | --------------------------------- |
|                                   | Report       |                                   |
| ضربات پنالتی                      |              |                                   |
| دی بیاجو · پسوتو · توتی · مالدینی | ۳ –۱         | دی بوئر · استم · کلایورت · بوسفلت |

#### فینال
| فرانسه                     | ۲ – ۱ (و.ا.) | ایتالیا    |
| -------------------------- | ------------ | ---------- |
| ویلتورد ۹۰+۴' · ترزگه '۱۰۳ | Report       | دلوکیو ۵۵' |

## آمار

### گلزنان برتر
| ۵گل - پاتریک کلایورت - ساوو میلوشویچ ۴گل - نونو گومز ۳گل - تیری آنری - سرجیو کانسیسیو - زیاتکو زاهووی ۲گل - ولادیمیر اسمیچر - آلن شیرر - یوری ژورکائف - دیوید ترزگه - سیلوین ویلتورد - زین‌الدین زیدان - فیلیپو اینزاگی - فرانچسکو توتی - فرانک دی بوئر - مارک اورمارس - بودوین زندن | - گایزکا مندیتا - آلفونسو پرز - هاکان شوکور ۱گل - بارت گور - امیل امپنزا - کارل پوبورسکی - استیو مک‌منمن - مایکل اوون - پل اسکولز - لوران بلان - کریستوف دوگاری - مهمت شول - آنتونیو کونته - آلساندرو دل‌پیرو - مارکو دلوکیو - لوئیجی دی بیاجو - استفانو فیوره - رونالد دی بوئر - استفن ایورسون | - کاستینا - لوئیس فیگو - ژائو پینتو - کریستین چیوو - Ionel Ganea - ویورل مولدووان - دورینل مونتینو - مارن پاولن - خوسبا اتکسبریا - پدرو مونیتیس - رائول - هنریک لارشون - یوهان مجالبی - اوکان بروک - Ljubinko Drulović - Dejan Govedarica - اسلوبودان کوملینوویچ گل به خودی - Dejan Govedarica (بازی دوباره برای هلند) |

### میانگین گل زده برای هر دیدار
۲٫۷۴ برای هر بازی

### تیم منتخب جام
| دروازه بان                 | مدافع                                                                                         | هافبک                                                                                          | مهاجم                                                                |
| -------------------------- | --------------------------------------------------------------------------------------------- | ---------------------------------------------------------------------------------------------- | -------------------------------------------------------------------- |
| فابین بارتز فرانچسکو تولدو | لوران بلان لیلیان تورام مارسل دسایی فابیو کاناوارو پائولو مالدینی الساندرو نستا فرانک دی بوئر | دیمیتریو آلبرتینی پاتریک ویه‌را جوزپ گواردیولا روی کاستا ادگار داویدس لوئیس فیگو زین‌الدین زیدان | تیری آنری ساوو میلوشویچ رائول پاتریک کلایورت نونو گومز فرانچسکو توتی |